# Deserto di Lop

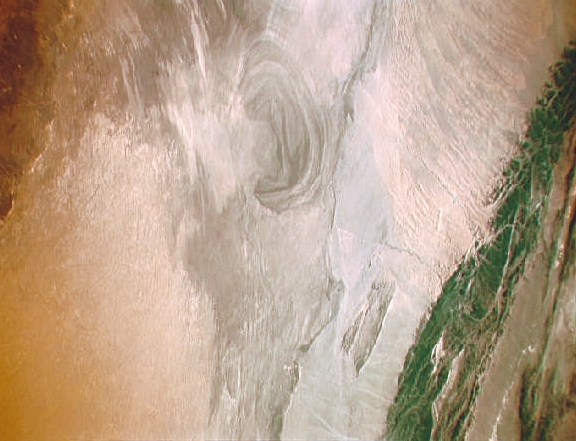
Immagine satellitare del deserto di Lop, con il bacino dell'ex mare Lop Nur

Il deserto di Lop, Lop Nur o Lop Nor, è un deserto che si estende da Korla verso est, lungo le pendici del Kuruktagh, fino al vecchio confine del bacino del Tarim nello Xinjiang cinese. È un territorio quasi perfettamente orizzontale. Il lago Bosten nel nord-ovest si trova ad un'altitudine di 1030/1040 metri, mentre il Lop Nur nel sud-est è di soli 250 metri più basso.
In passato Lop Nur era un'enorme palude dello Xinjiang orientale. Quando il fiume Tarim si prosciugò alla fine del XX secolo, Lop Nur divenne un deserto sterile, anche se si possono tuttora trovare letti di fiume umidi. Le temperature estreme ed il movimento delle dune di sabbia hanno causato la morte di centinaia di persone. La costruzione delle dighe da parte delle guarnigioni cinesi bloccò l'acqua dei fiumi che rifornivano il Lop Nor, che ora si è trasformato in una distesa salata.
Ora questa regione è una massa di argilla intermezzata da sabbia. L'argilla, per la maggior parte di colore giallo o giallo-grigio, è dura e piena di ghiaia spessa. Non ci sono banchi di sabbia o dune tranne che nel sud, verso le pendici dell'Astin-tagh.

## Tempeste di sabbia
Tutta la regione è spazzata da potenti tempeste di sabbia (burãns) nei mesi primaverili. Il deserto stesso viene eroso e spostato verso il gruppo di laghi in cui si getta il Tarim. La sabbia vola sopra al Tarim e si deposita in dune giganti che ricoprono l'estremità orientale del deserto di Taklamakan.
La presenza di segni di origine idrica sul lato sottovento delle terrazze d'argilla ed in altre zone battute dal vento testimonia l'antica presenza di laghi più o meno grandi di acqua dolce, oggi completamente asciutti.
Se si esclude il cammello selvatico che abita la parte settentrionale del deserto, la fauna è ancora meno abbondante di quella del Ghashiun-Gobi. La stessa cosa è valida per la flora.